# ㄾ
ㄾ(리을티읕)은 한글 자모의 ㄹ과 ㅌ을 겹쳐 놓은 것이다. 받침에만 쓰인다.
어말이나 닿소리 앞에서는 ㄹ로 소리난다. 하지만 다음 음절이 홀소리로 시작하면 ㄹ 소리에 이어 다음 음절 첫소리에 ㅌ 소리도 같이 난다. 또한 다음 음절이 종속 관계를 가진 형식 형태소이고 그 음절의 가운뎃소리가 ㅣ나 ㅑ, ㅒ, ㅕ, ㅖ, ㅛ, ㅠ 등일 때는 구개음화하여 ㅌ 소리가 ㅊ 소리로 바뀐다.
- 홅다 → [홀따]
- 홅아 → [홀타]
- 홅고 → [홀꼬]
- 홅는 → [홀는] → [홀른]
- 홅이다 → [홀치다]

현대 한국어에서 단어 첫글자로서 ‘핥’, ‘홅’, ‘훑’로만 쓰인다.

## 코드 값
| 종류                  | 종류           | 글자   | 유니코드 | HTML     |
| --------------------- | -------------- | ------ | -------- | -------- |
| 한글 호환 자모        | 한글 호환 자모 | ㄾ     | U+313E   | &#12606; |
| 한글 자모 영역        | 첫소리         | (없음) | (없음)   | (없음)   |
| 한글 자모 영역        | 끝소리         | ᅟᅠᆴ     | U+11B4   | &#4532;  |
| 한양 사용자 정의 영역 | 첫소리         | (없음) | (없음)   | (없음)   |
| 한양 사용자 정의 영역 | 끝소리         |     | U+F8A4   | &#63652; |
| 반각                  | 반각           | ﾮ      | U+FFAE   | &#65454; |

## 정보
| 자명 | 리을티읕（남） 리을티읕（북）                                                                                             |
| 발음 | 어중 : [ ɭtʰ ], 어말 : [ ɭ ], 어중 구개음화 : [ ɭtʲʰ ]（남） 어중 : [ ltʰ ], 어말 : [ l ], 어중 구개음화 : [ ltʲʰ ]（북） |
| 이음 | 후행 자음이 평음일 경우 평음이 경음으로 된다.                                                                             |